# André Nascimento
André Nascimento (* 4. März 1979 in São João de Meriti (RJ), Brasilien) ist ein ehemaliger brasilianischer Volleyballspieler.
André Nascimento, der bei einer Körpergröße von 1,99 m auf der Position des Außenangreifers spielt, begann seine Profikarriere 1999 beim brasilianischen Verein Minas Tênis Clube einem Großverein aus Belo Horizonte, wo er bis 2002 drei Brasilianische Meisterschaften gewinnen konnte. Nach einem zweijährigen Aufenthalt beim griechischen Traditionsverein Panathinaikos Athen wo Nascimento ein weiteres Mal eine Meisterschaft gewinnen konnte, wechselte er über Wizard Suzano São Paulo zu Trentino Volley nach Italien.
Mit der Brasilianischen Nationalmannschaft gewann Nascimento insgesamt acht Titel. Die bedeutendsten Auszeichnungen sind dabei die Goldmedaille bei den Olympischen Spielen 2004 in Athen sowie die Weltmeisterschaft 2002.

## Karriere
| Zeitraum  | Verein                  |
| --------- | ----------------------- |
| 1999–2002 | Minas Tênis Clube       |
| 2002–2004 | Panathinaikos Athen     |
| 2004–2005 | Wizard Suzano São Paulo |
| 2005–2007 | Trentino Volley         |
| 2007–2008 | Pallavolo Modena        |
| 2008–?    | Minas Tênis Clube       |
| 2017–2018 | Vôlei Itapetininga (SP) |

## Titel
- Brasilianischer Meister: 2000, 2001, 2002
- Griechischer Meister: 2004
- Olympiasieger: 2004
- Weltmeister: 2002
- Weltliga: 2001, 2003, 2004, 2005
- Weltpokal: 2003
- Südamerika-Meisterschaft: 2005
- Panamerikanische Spiele: 2007

| Personendaten    | Personendaten                              |
| ---------------- | ------------------------------------------ |
| NAME             | Nascimento, André                          |
| KURZBESCHREIBUNG | brasilianischer Volleyball-Nationalspieler |
| GEBURTSDATUM     | 4. März 1979                               |
| GEBURTSORT       | São João de Meriti, Brasilien              |